# Оли Баркли
Оли Баркли (енгл. Olly Barkley; 28. новембар 1981) професионални је енглески рагбиста, који тренутно игра за друголигаша Лондон Велш. Професионалну каријеру је започео у једном од најстаријих рагби клубова на свету Бату. У купу европских шампиона дебитовао је 6. октобра 2001, против Свонзија. Први есеј у лиги шампиона дао је 11. октобра 2002, против италијанског клуба Гран рагби. Пре Лондон Велша, играо је још и за Скарлетсе, Гренобл, Расинг 92, Глостер... У дресу Енглеске дебитовао је 2001, против САД. Није пуно играо за репрезентацију, јер су ту на позицији број 10, били Вилкинсон и Флад. Са Батом је освојио челинџ куп 2008, а са репрезентацијом Енглеске сребрну медаљу на светском првенству 2007, одржаном у Француској. Члан је друштва које се бори против алкохолизма.